# Пентаметр
Пента́метр (грец. pentámetros — п'ятимірник) — в античному віршуванні дактилічний вірш, утворений подвоєнням першого піввірша гекзаметра, складається із 2 1/2 та 2 1/2 дактилічних стоп.
Метрична схема пентаметра: —UÜ—UÜ—//—UU—UU—. Піввірші розмежовані цезурою. Заміна дактилів спондеями дозволяється лише у першому піввірші. Як самостійна віршова одиниця пентаметр не вживався в античній версифікації, а лише у поєднанні з гекзаметром, власне в елегійному дистиху та в епіграмах.
Пентаметр зрідка трапляється і в українській поезії, але в силабо-тонічному коригуванні:

Мати-землице, потішся! нехай там зрадливого друга

Звабила інша на час, — діти з тобою зостались… (Леся Українка).